# Да сториш пътека
„Да сториш пътека“ е български телевизионен игрален филм (историческа драма) от 1985 година на режисьора Кирил Каменов.
Създаден е по сценарий на Кинка Константинова. Оператор е Станислав Станчев, музиката е на Иван Игнев. Художник В. Дуцкинова. 

## Актьорски състав
| В главните роли                    | Изпълнител        |
| ---------------------------------- | ----------------- |
| учителката Неделя Петкова, вдовица | Емилия Радева     |
| Найден Геров, руски консул         | Любомир Димитров  |
| каруцарят Станьо                   | Петър Слабаков    |
| кир Христаки                       | Анани Явашев      |
|                                    | Силвия Спасова    |
|                                    | Павлина Борисова  |
|                                    | Иван Хаджирачев   |
|                                    | Лили Енева        |
|                                    | Васил Кирков      |
|                                    | Лора Захова       |
|                                    | Кунка Баева       |
|                                    | Димитър Дупаринов |
|                                    | Никола Дачев      |
|                                    | Любка Петрова     |
|                                    | Илия Чакъров      |
|                                    | Светла Антонова   |
|                                    | Д. Каназирева     |